# Hebenstretia robusta
Hebenstretia robusta är en flenörtsväxtart som beskrevs av Ernst Meyer. Hebenstretia robusta ingår i släktet gatörter, och familjen flenörtsväxter. Inga underarter finns listade i Catalogue of Life.